# Troblje
Tróblje (Rottenbach) so naselje v Mestni občini Slovenj Gradec. Skozi vas teče potok Trobeljšnica, ki postavlja mejo med Trobljami in Pamečami, na drugi strani pa stoji Gradišče. Vas je klasičen primer obcestnega naselja. 
Prva omemba kraja Troblje sega še v čase turških vpadov, od koder izhaja tudi ime: Troblje - vaščani so prihajajočo nevarnost naznanjali s trobljenjem.
Rodbina Kellner je v vas pripeljala vrsto navadnega pava, ki se sedaj prosto sprehaja.

### Znamenite zgradbe:
- Kellnerjeva vila: postavil jo je nemški arhitekt Hans Kellner
- Nemški bunker iz II. sv. vojne
- Cerkev Sv. Marije Vnebovzete iz 16. st.